# Sonelgaz
Sonelgaz (acronyme de  Société nationale de l'électricité et du gaz) est un groupe industriel énergétique algérien, spécialisé dans la production, la distribution et la commercialisation d'électricité et de l'achat, le transport, la distribution et la commercialisation de gaz naturel. Son siège social est situé à Alger.
Sonelgaz est le premier producteur et fournisseur d'électricité et le premier distributeur de gaz en Algérie. Il fournit l'électricité à 11,4 millions de clients et le gaz à 7,3 millions.

## Histoire
Sonelgaz est créée le 28 juillet 1969, en remplacement de l'entité précédente Électricité et gaz d'Algérie (EGA), et on lui a donné un monopole de la distribution et de la vente de gaz naturel dans le pays, de même pour la production, la distribution, l'importation, et l'exportation d'électricité. En 2002, le décret présidentiel no 02-195, la convertit en une société par actions SPA entièrement détenue par l'État.
En septembre 2013, Sonelgaz achète neuf centrales électriques à General Electric pour un montant de 2,7 milliards de dollars. La puissance totale de ces six centrales est de plus de 8 000 mégawatts, permettant d'augmenter la capacité de production de l'Algérie en électricité de 70%. Un partenariat entre les deux groupes est prévu dans le cadre de ce contrat pour la fabrication en Algérie d'équipements de production d'électricité.
Le 19 mars 2014, Sonelgaz et General Electric ont signé un accord de partenariat à long terme pour la construction d'un complexe industriel en Algérie,, appelé General Electric Algeria Turbine (GEAT). Il a une capacité de fabrication de matériel de production d'électricité (turbines à gaz, turbines à vapeur, alternateurs et systèmes de contrôle-commande) représentant 2 000 MW par an,,. Le complexe permettra également de créer environ un millier d'emplois directs sur le territoire de Aïn Yagout dans la wilaya de Batna,,. La première pierre a été posée en septembre 2014. Le projet est lancé au deuxième semestre de 2016 et il est inauguré en 2020,. En 2021, l'entreprise a conclu un marché avec un client du Moyen-Orient pour la vente de deux turbines à gaz pour la production de l'électricité avec leurs équipements connexes d'une capacité de production de 500 mégawatts. Il s'agit de la première commande à l'international. Le 31 août 2022, une deuxième commande de 5 kits des ailettes des Turbines à gaz frame 9 E a été exporté à la Hollande.
En juillet 2023, Sonelgaz inaugure sa première station de recharge pour véhicules électriques sur la promenade des Sablettes à Alger. Cette initiative s'inscrit dans le cadre du plan stratégique de Sonelgaz visant à installer 1 000 bornes de recharge d'ici fin 2024.

## Activités

### Activités non réglementées
Sonelgaz exerce ses activités dans les secteurs déréglementés de la production d'électricité, de la fourniture de gaz naturel et d'électricité. La société dispose d'installations qui ont une puissance installée totale de 20 963 MW à la fin de 2016. Elle gère des centrales hydroélectriques, thermiques classiques, à cycle combiné, de cogénération. La production du groupe en Algérie s'est chiffrée à 70 904 GWh en 2017.

### Activités réglementées
Sonelgaz distribue de l'énergie à près de 10 millions de clients en Algérie. En outre, elle compte près de 10 millions d'abonnés en électricité et 6 millions en gaz naturel en 2017.

### Énergies renouvelables
Sonelgaz a inscrit dans son plan stratégique, adopté en 2009 par le conseil d'administration, un axe de diversification du mix énergétique en adoptant les ENR (solaire et éolien). En 2018, la capacité installée des ENR est de 354 mégawatts, dont 344,1 MW d'énergie photovoltaïque, produite par 24 centrales et une infime partie 10,2 MW d'énergie éolienne. Afin de répondre aux besoins de plus en plus croissants de la consommation nationale, Sonelgaz investit de plus en plus dans les énergies renouvelables avec de nombreux projets et plans à travers le pays.

## Organisation

### Filiales
La Sonelgaz est organisée en groupe industriel constitué de 11 filiales et  plusieurs sociétés en participation exerçant des métiers de bases, travaux, périphériques.
Début 2024, les filiales répertoriées sont les suivantes :
- Sonelgaz-Production de l'électricité (SPE) ;
- Sonelgaz-Énergies Renouvelables (dénommée Kahraba wa takat moutadjadida -SKTM- jusqu'en avril 2022)[18] ;
- Sonelgaz-Engineering[17], dénommée auparavant Compagnie de l’engineering de l’électricité et du gaz (CEEG)[19] ;
- Sonelgaz-Transport de l'électricité (dénommée Société de gestion du réseau de transport de l'électricité - GRTE - jusqu'en avril 2022[18] ;
- Sonelgaz-Transport du gaz (dénommée Société de gestion du réseau de transport gaz - GRTG -jusqu'en avril 2022)[18] ;
- l'Opérateur système électrique (OS), chargée de la conduite du système de production et de transport de l'électricité[20] ;
- Sonelgaz-Distribution (anciennement Société algérienne de distribution de l'électricité et du gaz - SADEG - créée en 2017 par fusion des sociétés SDC, SDA, SDE et SDO)[21] ;
- Sonelgaz-Services, créée en juin 2022[22] ;
- Société algérienne des industries électriques et gazières (SAIEG), créée en mai 2022[23] ;
- la société des grands travaux d'électricité et de gaz (Kahragaz) ;
- la société de réalisation des infrastructures énergétiques et industrielles (Inerkib).

### Historique
Début octobre 2020, les sociétés filiales SKT (Shariket Kahraba Terga), SKD (Shariket Kahraba Koudiat Eddraouch) et SKB (Shariket Kahraba Berrouaghia) sont absorbées par la société SKS (Shariket Kahraba Skikda), en vue de permettre une meilleure optimisation de la production d'électricité. SKS, créée en mai 2003, passerait ainsi d'une capacité de production de 825 mégawatts (MW) à une nouvelle capacité de production de 3582 MW.
En 2020, Sharikat Kahraba El Djazaïr (SKE), chargée principalement de la production électrique d'origine renouvelable, détenue par Sonelgaz à hauteur de 51% du capital contre 49% pour Sonatrach, est le résultat de la fusion/absorption des sociétés filiales SKD, SKT, SKB et SKS mentionnées plus haut.
La filiale Shariket Wikaya oua Amn mounchaat Takaouia (SWAT) est issue de la fusion de trois sociétés (SAR, SAH et SAT).
En mars 2022, Sonelgaz annonce une réorganisation avec la création de deux sociétés issues de la fusion de la Société de travaux et montage électriques (KAHRAKIB), de la Société de travaux d'électricité (KAHRIF), de la Société de réalisation des canalisations (KANAGHAZ) sous le nom de Kahragaz (Société des grands travaux d'électricité et de gaz), et la fusion de la Société de montage industriel (ETTERKIB) et de la Société de réalisation d'infrastructures (INERGA) sous le nom de Inerkib (Société de réalisation des infrastructures énergétiques et industrielles). La majorité des activités de la société Maintenance et prestations véhicules (MPV) sont rattachées à la Société algérienne de distribution de l'électricité et du gaz (SADEG) devenue Sonelgaz-Distribution le 27 mars 2022. La Compagnie de l'engineering de l'électricité et du gaz (KDL CEEG) est rattachée à la Société de gestion du réseau de transport d'électricité (GRTE), comme fut le cas pour (KDG CEEG),.
Début 2024, la société Shariket Amn Wa Himayat El Mounchaat El Kahrabaiya Wa El Ghaziya (SPAS) est intégrée à Sonelgaz-Services, la société Shariket Kahraba El Djazair (SKE) est intégrée à Sonelgaz-Production de l'électricité et la société algérienne des énergies renouvelables (Shaems) est absorbée par Sonelgaz-Énergies Renouvelables.

## Gouvernance

### Direction de l'entreprise
Sonelgaz est dirigée par un Président-Directeur général:
- Abdenour Keramane (-1981)[30]
- Noureddine Boutarfa (2004-2016)
- Mustapha Guitouni (2016-2017)
- Mohamed Arkab (2017-2019)
- Chaher Boulakhras  (2019-2021)
- Mourad Adjal (depuis 2021)